# معاذ الحبيب
معاذ محسن الحبيب (مواليد 18 مايو 2005) هو لاعب كرة قدم سعودي يلعب في نادي الجبلين.